# Rắn cỏ
Rắn cỏ (danh pháp hai phần: Natrix natrix) là một loài rắn thuộc Họ Rắn nước, được Linnaeus mô tả khoa học đầu tiên năm 1758..
Loài này thường sinh sống trong nước và gần như chỉ ăn các loài lưỡng cư. Chúng được tìm thấy ở Anh và được phân bố khắp các vùng đất thấp của Anh và xứ Wales, nó gần như là không hiện diện từ Scotland và không được tìm thấy ở Ai-len, mà không có con rắn bản địa. Nó phân bố rộng rãi ở châu Âu lục địa, từ giữa Scandinavia với phía nam Italia. Nó cũng được tìm thấy ở tây bắc châu Phi. Rắn cỏ Anh thuộc về phân loài Nn. Helvetica.
Ở Vương quốc Anh con rắn cỏ là loài bò sát lớn nhất, đạt chiều dài tới 190 cm (6 ft 3 in), mặc dù mẫu vật lớn như vậy là rất hiếm. Con cái lớn hơn con đực, thường đạt đến một kích thước dài 90–110 cm khi phát triển đầy đủ. Con đực ngắn hơn khoảng 20 cm và nhỏ hơn đáng kể trong chu vi. Trọng lượng là khoảng 240 gam (8 oz). Vì màu cổ áo của nó thường là màu vàng nhạt trắng ở khu vực Balkans, tên cho con rắn trong các ngôn ngữ Serbia /Croatia là belouška / bjelouška, có nghĩa là con rắn tai trắng.